# Sparkasse Borken-Schwalmstadt
Die Sparkasse Borken-Schwalmstadt ist eine Sparkasse in Hessen mit Sitz in Borken. Sie ist eine Anstalt des öffentlichen Rechts. Die Sparkasse entstand im Jahr 2023 aus der Fusion der Stadtsparkasse Borken und der Stadtsparkasse Schwalmstadt.

## Geschäftsgebiet und Träger
Das Geschäftsgebiet der Sparkasse Borken-Schwalmstadt umfasst die Städte Borken und Schwalmstadt, die Gemeinden des Amtsgerichtsbezirks Homberg und des ehemaligen Amtsgerichtsbezirks Borken, soweit sie am 1. Januar 1955 von der früheren Stadtsparkasse Borken betreut wurden, Teilbereiche der Gemeinden Willingshausen und Gilserberg im Schwalm-Eder-Kreis sowie den Stadtteil Mengsberg der Stadt Neustadt (Hessen) im Landkreis Marburg-Biedenkopf. Dabei überschneidet es sich teilweise mit dem Geschäftsgebiet der Kreissparkasse Schwalm-Eder, welche im Schwalmstädter Stadtteil Ziegenhain eine Filiale betreibt. Träger der Sparkasse Borken-Schwalmstadt sind die Städte Borken und Schwalmstadt.

## Geschäftszahlen
Die Sparkasse Borken-Schwalmstadt wies im Geschäftsjahr 2023 eine Bilanzsumme von 445,08 Mio. Euro aus und verfügte über Kundeneinlagen von 344,1 Mio. Euro. Gemäß der Sparkassenrangliste 2023 liegt sie nach Bilanzsumme auf Rang 346. Sie unterhält 3 Filialen/Selbstbedienungsstandorte und beschäftigt 84 Mitarbeiter.

## Sparkassen-Finanzgruppe
Die Sparkasse Borken-Schwalmstadt ist Teil der Sparkassen-Finanzgruppe und gehört damit auch ihrem Haftungsverbund an. Er sichert den Bestand der Institute und sorgt dafür, dass sie auch im Fall der Insolvenz einzelner Sparkassen alle Verbindlichkeiten erfüllen können. Die Sparkasse vermittelt Bausparverträge der regionalen Landesbausparkasse, offene Investmentfonds der Deka und Versicherungen der SV SparkassenVersicherung. Im Bereich des Leasing arbeitet die Sparkasse Borken-Schwalmstadt mit der  Deutschen Leasing zusammen. Die Funktion der Sparkassenzentralbank nimmt die Landesbank Hessen-Thüringen wahr.

## Stiftung
Im Jahr 2007 gründete die Bank die Stiftung der Stadtsparkasse Schwalmstadt. Der Zweck der Stiftung ist die Förderung und Unterstützung gemeinnütziger, mildtätiger und kultureller Zwecke im Geschäftsgebiet der Sparkasse.